# Grębów (gmina)
Grębów – gmina wiejska w województwie podkarpackim, w powiecie tarnobrzeskim. W latach 1975–1998 gmina położona była w województwie tarnobrzeskim.
Siedziba władz gminy to Grębów.
Według danych z 31 grudnia 2017 gminę zamieszkiwało 9926 osób.
1 października 1976 do gmina Grębów włączono obszary sołectw Sobów, Stale i Żupawa ze zniesionej gminy Tarnobrzeg. 1 lipca 1990 Sobów włączono do Tarnobrzega.

## Struktura powierzchni
Według danych z roku 2005 gmina Grębów ma obszar 186,28 km², w tym:
- użytki rolne: 47%
- użytki leśne: 34%

Gmina stanowi 35,82% powierzchni powiatu.

## Demografia

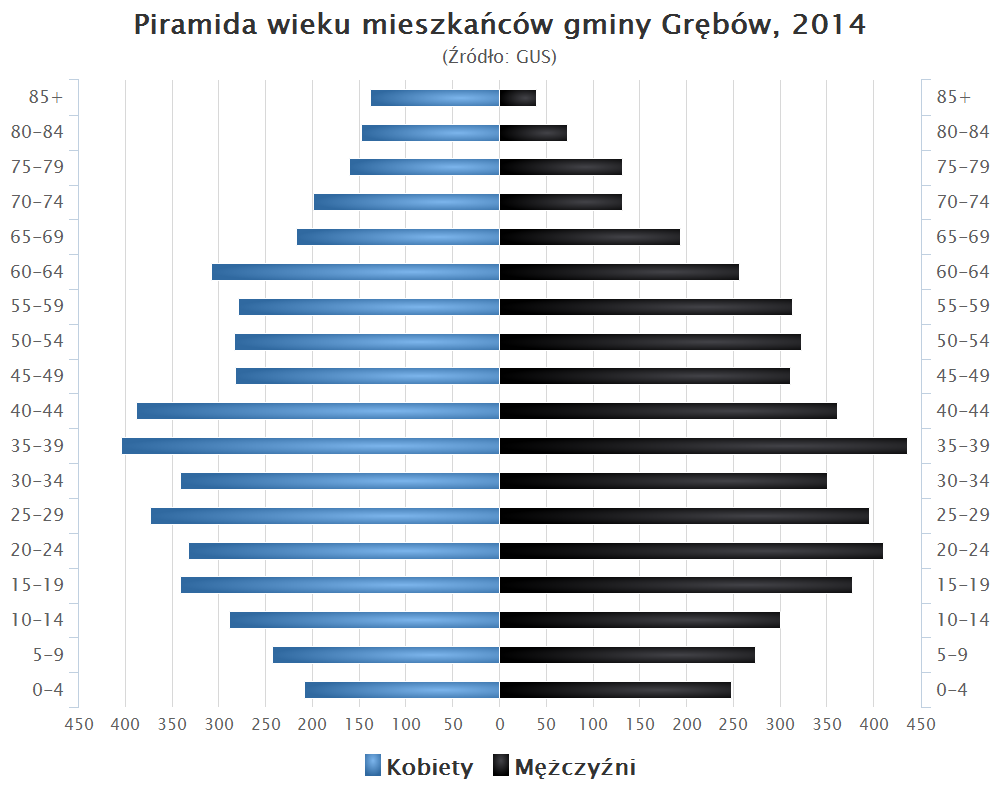
Piramida wieku mieszkańców gminy Grębów w 2014 roku

Liczba ludności (dane z 31 grudnia 2017):
|        | Ogółem | Ogółem | Kobiety | Kobiety | Mężczyźni | Mężczyźni |
| osób   | %      | osób   | %       | osób    | %         |           |
| ------ | ------ | ------ | ------- | ------- | --------- | --------- |
| Ogółem | 9926   | 100    | 4975    | 50,12   | 4951      | 49,88     |
| Miasto | 0      | 0      | 0       | 0       | 0         | 0         |
| Wieś   | 9926   | 100    | 4975    | 50,12   | 4951      | 49,88     |

▶Wieś vs ▶miasto
Ogółem (▶k, ▶m)
Wieś (▶k, ▶m)

## Miejscowości
Sołectwa:
Grębów, Grębów-Zapolednik, Jamnica, Krawce, Poręby Furmańskie, Stale, Wydrza, Zabrnie, Żupawa i Żupawa-Orliska.
Miejscowości podstawowe bez statusu sołectwa to Barany, Borek i Jeziórko.

## Sąsiednie gminy
Bojanów, Gorzyce, Nowa Dęba, Stalowa Wola, Tarnobrzeg, Zaleszany, Majdan Królewski